# McIntire (Iowa)
Pour les articles homonymes, voir McIntire.
McIntire est une ville du comté de Mitchell, dans l'Iowa, aux États-Unis. Elle est fondée en 1891 et incorporée le 9 juillet 1894.

## Source de la traduction
- (en) Cet article est partiellement ou en totalité issu de l’article de Wikipédia en anglais intitulé « McIntire, Iowa » (voir la liste des auteurs).